# Ioan Viciu
Viciu Ioan  (n. 15 noiembrie 1877, Sântana de Mureș – d. 15 noiembrie 1943, Sântana de Mureș) a fost agricultor – membru al  Consiliului Național din Sântana de Mureș după 1918 membru al P.N.R.

## Date biografice
Studii:4 clase primare
A fost agricultor,membru al Consiliului Național din Sântana de Mureș după 1918 membru al PNR.A decedat la Sântana De Mureș,în 15 noiembrie 1943.